# یاقوتیه
یاقوتیه (به ترکی استانبولی: Yakutiye) یک منطقهٔ مسکونی در ترکیه است که در استان ارزروم واقع شده‌است.